# 空之中
空之中（空の中（そらのなか））是日本作家有川浩的系列作《自衛隊三部曲》中的第二部，自衛隊空軍篇。2004年10月時由MediaWorks出版，之後也推出角川文庫本。

## 劇情簡介
時間是200X的日本，在接連發生開發中的新型民航機－「燕尾」和正在演習的日本自衛隊噴射機，接連都在相同空域的兩萬公尺高空中因不明原因爆炸，並分別造成「燕尾」全體十四名飛行組員和一名航空自衛隊上校（一等空佐）－齊木敏郎罹難之後，為了調查第一次失事的起因，「燕尾」開發小組的成員春名高巳由公司派遣到自衛隊空軍基地和噴射機駕駛員武田光稀一起展開調查。
而同時間齊木上校的獨生子－齊木瞬在海邊撿到了疑似水母的神秘生物。展開了一段不知名生物與人類的邂逅。

## 登場人物
齊木瞬
日本高知縣的高二學生，因為父親是自衛隊隊員的關係經常隨著齊調職而搬家，也因此生性獨立自主。高中時為了課業而和祖父一起生活在高知，讓父親獨自調職。在父親意外發生的同一天撿到了不明生物「費克」。和佳江是青梅竹馬。
天野佳江
瞬的青梅竹馬，也是瞬的祖父的鄰居家的女兒。生性活潑好動，說話慣於使用土佐方言，神秘生物愛好者。雖然二人同年，但是外向的她也以瞬的姊姊自居。
春名高巳
原屬三津菱重工的技術員，以外派人員的方式參與日本航空機設計公司。「燕尾」的開發團隊－特殊法人日本航空機設計公司為了調查空難而派遣他作為事故調查委員。因而和武田光稀一起展開對事故的調查。雖然給人的第一印象不太可靠，但是出乎意料的善於溝通。後期是與「白鯨」溝通的主要人員。
武田光稀
日本航空自衛隊的女性隊員，階級為少尉（原文三等空尉）。自衛隊岐阜基地的飛行開發實驗團成員。生性嚴肅，擁有一雙鷹眼。在齊木少校的意外發生時擔任其鄰機的駕駛員，因而被「燕尾」事故調查委員尋求幫助。
佐久間公亮
生物學學者，在明京大學擔任教授。48歳。以負責「白鯨」的生態調查為對策總部延攬。除了專業領域的生物學外，其他領域的知識也十分豐富。認為「白鯨」可能是源自埃迪卡拉生物群。
白川真帆
「燕尾」機長白川豐的獨生女。由於父親意外身亡導致母親因為精神壓力而住院。利用母親家族的勢力和本身高明的手腕組成抵制白鯨團體「保安聯盟」。
宮田 喜三郎
在仁淀川以捕魚為生的老人。瞬和佳江暱稱他為「宮爺爺」。說的是土佐方言，善於傾聽他人心聲和開導他人。
費克
瞬在浦戶灣撿到的未知生物。能夠藉由瞬的父親留下來的手機電波頻道和人溝通。雖然使用的字彙很多，文法卻很稚拙。可以飄浮在空中。被瞬當成親人般疼愛。
迪克
春名和武田在空中發現的巨型不明生物，被媒體稱為「白鯨」，迪克是春名取自《白鯨記》中的白鯨的名稱。透明時能吸收來自四周的輻射，從中學習了部分語言。當不透明時，不能吸收四周的輻射，而且在雷達上看得見。能夠用不同頻率進行溝通。擁有高度的智慧，在經由專業日語教師教導後擁有流暢的日語能力。

## 出版資訊

### 日文
- 單行本（MediaWorks，2004年、ISBN 978-4840228244）
  - 文庫版（角川文庫（角川書店），2008年、ISBN 978-4043898015）

（文庫版書末有收錄短編和新井素子所寫的解說。）

### 中文
- 單行本（台灣角川書店，2009年4月30日，ISBN　9789862370582 ）

## 外部連結
台灣角川官網的自衛隊三部曲專頁